# Ockupationen av Socialstyrelsen 1979
Ockupationen av Socialstyrelsen 1979 avser den protestaktion och ockupation som ägde rum på Socialstyrelsen den 29 augusti 1979. Ett 30-tal HBTQ-aktivister protesterade mot Socialstyrelsens klassificering av homosexualitet som en sjukdom. Aktivisterna tog sig in på Socialstyrelsens lokal i Stockholm där de sedan spärrade av trappan, vecklade ut en banderoll och skanderade slagord. Resultatet blev att homosexualitet från och med den 19 oktober 1979 inte längre räknades som en sjukdom.

## Bakgrund
Redan 1971 hade RFSL börjat arbeta för att få bort sjukdomsstämpeln från homosexualitet men utan resultat. Det dröjde dock till Homosexuella Frigörelseveckan 1979 innan idén om en ockupation väcktes. Bidragande faktorer till aktionen var en frustration bland HBTQ-aktivister över att RFSL inte ansågs tillräckligt radikala och att de trots flera års kampanjande och brevskrivande inte hade fått till stånd en förändring i Socialstyrelsens klassning av homosexualitet. Kampen fick även energi efter att det amerikanska psykiatrikerförbundet 1973 beslutade att inte längre klassa homosexualitet som en sjukdom. Året innan ockupationen av Socialstyrelsen så infördes samma sexuella myndighetsålder för homosexuella som heterosexuella, vid 15 års ålder, och den statliga utredningen om homosexuellas situation i samhället, Homosexutredningen, hade inlett sitt arbete.
Protestaktionen föregicks av en kampanj där ett antal HBTQ-aktivister hade ringt in till Försäkringskassan för att sjukskriva sig, med hänvisning till att homosexualitet räknades som en sjukdom och att de därför ville ha ersättning för att sjukskriva sig från arbetet. De flesta blev utan ersättning, men en kvinna fick till slut sjukpenning.

## Aktionen
Det var under det som kallades Homosexuella frigörelseveckan (föregångaren till Pride) som planeringen av en aktion började. Fredrik Silverstolpe var en av de som planerade aktionen, men hade haft svårt att hitta personer som kunde tänka sig att delta. Han vände sig först till Homosexuella Socialister, som dock var rädda om sina arbeten och karriärer och därför inte ville medverka. Till slut fick han gehör hos RFSL och det var i RFSL Stockholms lokal Timmy, som låg på Södermalm som idén att ockupera Socialstyrelsen föddes. En bidragande faktor var att en del medlemmar i RFSL hade erfarenheter av liknande aktioner tidigare. Det var även hos RFSL han träffade Kjell Rindar och Agneta Ljungberg som deltog i demonstrationen.
På onsdagen under Frigörelseveckan gick ett 30-tal demonstranter in på Socialstyrelsen. Eftersom det var RFSL:s första olagliga demonstration så omgärdades aktionen av en viss försiktighet med vilka som fick information om aktionen. Aktivisterna gick in två och två eller tre och tre för att inte väcka alltför stor uppmärksamhet. Demonstranterna blåste i visselpipor och skanderade bland annat: ”Vi är arga inte snälla, vi är homosexuella, nu ska sjukdomsstämpeln bort, annars blir processen kort”. Polis tillkallades av anställda på Socialstyrelsen. Fredrik Silverstolpe har uppgett att han fick hindra polis och demonstranter från att gå till angrepp mot varandra. Enligt de flesta källor gick aktionen dock lugnt till då polisen bedömde att aktionen gick fredligt till och därmed inte ingrep mot aktivisterna.
Efter att aktionen hade pågått en stund kom några anställda från Socialstyrelsen ut i trapphuset för att be demonstranterna att utse en kommitté som kunde tala med generaldirektören. Demonstranterna vägrade, och krävde istället att generaldirektören skulle komma ut i trapphuset för att tala med dem. Socialstyrelsen hade strax innan aktionen fått en ny generaldirektör i Barbro Westerholm. Hon gick ut i trapphuset för att lyssna på aktivisternas krav, och hade själv inte någon uppfattning i frågan tidigare, men lyssnade och höll med om att kärlek mellan två människor inte skulle betraktas som en sjukdom. Hon erbjöd aktivisterna att träffas regelbundet för att se till så att frågan kunde lösas. Då aktivisterna hade förväntat sig ett visst motstånd blev det ett visst antiklimax när generaldirektören visade sig vara positiv till deras förslag. Beslutet skedde fort efter aktionen, den 27 september skrev Barbro Westerholm under beslutet och tre veckor därefter, den 19 oktober, vann beslutet laga kraft. Därmed var sjukdomsstämpeln borta från homosexualitet.